# Río Paz
El Río Paz nace en las montañas de Quezada (cerca del volcán Amayo), al noroeste del departamento de Jutiapa. El río sirve como frontera natural que marca la división natural entre Guatemala y El Salvador a lo largo de una gran parte de su curso.
Tiene constituido actualmente un recorrido de 134 km y sirve de línea divisoria entre Guatemala y El Salvador desde su confluencia con el río Chalchuapa hasta su desembocadura en el océano Pacífico a 16 km al sudoeste del municipio de San Francisco Menéndez, en el departamento de Ahuachapán. La cuenca del río Paz tiene una superficie de 1732 km² en Guatemala y 929 km² en El Salvador la profundidad del río Paz es de siete metros.
En distintos lugares de su curso, ofrece pozas y remansos apropiados para el veraneo, principalmente en la barra de su desembocadura, cerca de la cual al oeste y a cuatro kilómetros se encuentra la barra Garita Palmera.
También una de sus costas más conocidas es la que está cerca de la frontera Las Chinamas, en el municipio de Ahuachapán.
Hacia 2009 se iniciaron estudios de prefactibilidad y factibilidad para construir dos centrales hidroeléctricas sobre el río Paz, frontera entre ambos países, proyectando la construcción de dos plantas de producción eléctrica: El Jobo (72 MW) y Piedra de Toro (66 MW).
Durante el mes de mayo de 2010 se cerraron las fronteras entre ambos países a la altura del paso fronterizo de La Hachadura por el desbordamiento del río, momento en que las aguas llegaron a las oficinas administrativas de la aduana salvadoreña y fueron anegadas.